# Alexandra Ion
Alexandra-Gabriela Ion (n. 25 august 2004, București, România) este o jucătoare de volei din Romania. Ea joacă ca libero și are peste 100 de apariții pentru echipa națională U19, U17, U16 de volei feminin a României. La nivel de club, ea joacă pentru Știința Bacău. Ion a jucat în multe competiții internaționale (Campioanele Mondiale FIVB, Campionate Europene, Balcaniade).

## Cariera
Alexandra Ion a început practicarea voleiului la vârsta de 8 ani in cadrul CS Dinamo București. La 14 ani a fost selectată în echipa națională de volei U16, urmând participările la Campionatul European de Volei Feminin din 2019, 2020 și 2021, Campionatul mondial FIVB de Volei Feminin u19 din Mexic și Festivalul Olimpic al Tineretului European din 2022.
Cluburi
- CS Dinamo București (2021-2022)
- CS Știința Bacău (2023-prezent)

## Legături externe
- Alexandra Ion la Comitetul Olimpic și Sportiv Român (arhivat)